# Dmitry Podstrelov
Dmitry Podstrelov (tiếng Belarus: Дзмітрый Падстрэлаў; tiếng Nga: Дмитрий Подстрелов; sinh 6 tháng 9 năm 1998) là một cầu thủ bóng đá Belarus. Tính đến năm 2017, anh thi đấu cho Dnepr Mogilev.